# Faro de Galle
El Faro de Galle es un faro en la localidad de Galle, Sri Lanka. Es gestionado y mantenido por la autoridad de puertos de Sri Lanka. El faro está ubicado dentro de las murallas de la antigua fortaleza de Galle, atracción turística y patrimonio mundial de la UNESCO. Se alza en el mismo lugar en el que se encontraba el primer faro de Sri Lanka, pero el faro original, de 1848, fue destruido por un incendio en 1934.